# Shahrak-e Pābedānā
Shahrak-e Pābedānā är en ort i Iran.   Den ligger i provinsen Kerman, i den centrala delen av landet, 700 km sydost om huvudstaden Teheran. Shahrak-e Pābedānā ligger 2 117 meter över havet och antalet invånare är 6 503.
Terrängen runt Shahrak-e Pābedānā är kuperad åt nordost, men åt sydväst är den platt.Runt Shahrak-e Pābedānā är det glesbefolkat, med 15 invånare per kvadratkilometer. Shahrak-e Pābedānā är det största samhället i trakten. Trakten runt Shahrak-e Pābedānā är ofruktbar med lite eller ingen växtlighet.